# Antigripal
Os antigripais são medicamentos compostos por diversas outras propriedades que em ação conjunta combatem todos os sintomas conhecidos da gripe. Os analgésicos, anti-inflamatórios, o descongestionante nasal, o anti-histamínico e os antitússicos são exemplos de medicamentos antigripais.